# Аржанта-сюр-Дордонь
Аржанта-сюр-Дордонь (фр. Argentat-sur-Dordogne) — муніципалітет у Франції, у регіоні Нова Аквітанія, департамент Коррез. Аржанта-сюр-Дордонь утворено 1 січня 2017 року шляхом злиття муніципалітетів Аржанта i Сен-Базіль-де-ла-Рош. Адміністративним центром муніципалітету є Аржанта. Населення — 2869 осіб (01.01.2021).